# Sypna subrotunda
Sypna subrotunda là một loài bướm đêm trong họ Erebidae.